# O Palacio (Villamarín)
O Palacio es un caserío español situado en la parroquia de Villamarín, del municipio de Villamarín, en la provincia de Orense, Galicia.

## Demografía
| Gráfica de evolución demográfica de O Palacio entre 2000 y 2023 |
|                                                                 |
| Datos según el nomenclátor publicado por el INE.                |